# Theodor-Heuss-Brücke (Minden)
Die Theodor-Heuss-Brücke, auch Südbrücke genannt, ist eine Straßenbrücke südlich von der ostwestfälischen Stadt Minden, die die Weser im Zuge der Bundesstraße 65 überspannt. Im Osten ist sie über die autobahnähnlich ausgebaute Straße nach Bückeburg angeschlossen, nach Westen endet die Straße in Barkhausen.

## Geographische Lage
Die Theodor-Heuss-Brücke steht im Süden des Stadtgebiets von Minden nahe den Stadtteilen Neesen und Barkhausen der Stadt Porta Westfalica. Sie liegt damit nördlich des zwischen Weser- und Wiehengebirge befindlichem Weserdurchbruchs Porta Westfalica.

## Geschichte
Die damals noch Südbrücke genannte Straßenbrücke ist in den 1970er Jahren als Spannbetonbrücke gebaut worden. Der tragende Teil ist nach dem System der Betonbalken ausgebildet. Die Widerlager wurden tief gegründet, während die Dämme nicht ausgekoffert wurden. Durch diese vereinfachte Gründung wurden die Baukosten gesenkt. 1973 wurde sie für den Verkehr freigegeben.
Mit ihr und der damals noch sogenannten Nordbrücke sollte die Stadt Minden und der zentrale Weserübergang am Brückentor entlastet werden. Die Anschlüsse der Nord- und Südbrücke ins Umland sind jedoch nur teilweise realisiert worden.
Die Theodor-Heuss-Brücke sollte ursprünglich die damals geplante Bundesautobahn 30 aufnehmen, dazu sollte die Straße nach Süden mit einer Untertunnelung des Wiehengebirges angeschlossen werden, diese Planungen wurden aber verworfen. Inzwischen hat sie am westlichen Ufer verkehrstechnisch einen Anschluss durch den Weserauentunnel gefunden, der den Verkehr durch die Porta Westfalica nach Süden zum Anschluss an die Nordumgehung in Bad Oeynhausen und damit an die A 30 leistet.

## Südumgehung Minden
2014 leitet Straßen.NRW ein Planfeststellungsverfahren ein, das die Brücke im Westen an die bisherige B 65 anschließen wird. Die Strecke führt durch die Gemarkungen der Ortschaften Haddenhausen, Dützen, Häverstädt, Barkhausen und Eickhorst. Dieser Bauabschnitt wird als Südumgehung Minden beschrieben.
Im derzeit geltenden Bundesverkehrswegeplan von 2004 wird das Bauvorhaben als „Vordringlicher Bedarf“ eingeordnet.
Die Planungsunterlagen konnten im Rahmen der Öffentlichen Auslegung bis zum 24. September 2014 in den Rathäusern von Porta Westfalica und Minden sowie des Regierungsbezirks Detmold eingesehen werden.
Die Auslegung der Unterlagen hat eine heftige Bürgerdiskussion ausgelöst.